# Summersville (Misuri)
Summersville es una ciudad ubicada en el condado de Texas en el estado estadounidense de Misuri. En el Censo de 2010 tenía una población de 502 habitantes y una densidad poblacional de 174,77 personas por km².

## Geografía
Summersville se encuentra ubicada en las coordenadas 37°10′43″N 91°39′28″O / 37.17861, -91.65778. Según la Oficina del Censo de los Estados Unidos, Summersville tiene una superficie total de 2.87 km², de la cual 2.87 km² corresponden a tierra firme y (0%) 0 km² es agua.

## Demografía
Según el censo de 2010, había 502 personas residiendo en Summersville. La densidad de población era de 174,77 hab./km². De los 502 habitantes, Summersville estaba compuesto por el 96.81% blancos, el 0% eran afroamericanos, el 0.8% eran amerindios, el 0.2% eran asiáticos, el 0% eran isleños del Pacífico, el 0% eran de otras razas y el 2.19% pertenecían a dos o más razas. Del total de la población el 1.39% eran hispanos o latinos de cualquier raza.